# 2020年東京オリンピックのアゼルバイジャン選手団
2020年東京オリンピックのアゼルバイジャン選手団は、2021年7月23日から8月8日にかけて日本の首都東京で開催された2020年東京オリンピックのアゼルバイジャン選手団の名簿。

## 選手団
- 人員: 選手 44人[1]

## メダル
| メダル | 選手名                                   | 競技       | 種目                             | 日付    |
| ------ | ---------------------------------------- | ---------- | -------------------------------- | ------- |
| 銀     | ラファエル・アガエフ                     | 空手       | 男子組手75kg級                   | 8月6日  |
| 銀     | ハジ・アリエフ                           | レスリング | 男子フリースタイル65kg級         | 8月7日  |
| 銀     | イリーナ・ザレツカ                       | 空手       | 女子組手61kg超級                 | 8月7日  |
| 銅     | イリーナ・キンゼルスカ                   | 柔道       | 女子78kg超級                     | 7月30日 |
| 銅     | ロレン・ベルト・アルフォンソ・ドミンゲス | ボクシング | 男子ライトヘビー級               | 8月1日  |
| 銅     | ラフィグ・ヒュセイノフ                   | レスリング | 男子グレコローマンスタイル77kg級 | 8月3日  |
| 銅     | マリア・スタドニク                       | レスリング | 女子フリースタイル50kg級         | 8月7日  |

## 種目別選手・スタッフ名簿及び成績

### 陸上競技
以下の選手が出場資格を獲得している。
- ナジム・ババエフ
  - （男子三段跳び）
- ハンナ・スカイダン
  - （女子ハンマー投げ）

### バドミントン
以下の選手が出場資格を獲得している。
- アデ・レスキー・ドゥイカオ
  - （男子シングルス）

### ボクシング
以下の選手が出場資格を獲得している。
- タイフル・アリエフ
  - （男子フェザー級）
- ジャヴィッド・チャラビエフ
  - （男子ライト級）
- ロレンゾ・ソトマヨル
  - （男子ウェルター級）
- ローレン・ドミンゲス
  - （男子ライトヘヴィ級）
- マハマド・アブドゥラエフ
  - （男子スーパーヘヴィ級）

### 自転車
以下の選手が出場資格を獲得している。
- エルチン・エセドフ
  - （男子ロードレース個人）

### フェンシング
以下の選手が出場資格を獲得している。
- アンナ・バシュタ（英語版）
  - （女子サーブル個人）

### 体操
以下の選手が出場資格を獲得している。
- イヴァン・チホノフ
  - （男子個人）
- マリナ・ネクラソワ
  - （女子個人）

### 新体操
以下の選手が出場資格を獲得している。
- ゾーラ・アガミロワ
  - （個人）
- ラマン・アリムラドワ、ゼイナム・フンマトワ、イェリザヴェタ・ルザン、ナルミナ・サマドワ、ダリヤ・ソロキナ
  - （団体）

### 柔道
以下の選手が出場資格を獲得している。
- カラマト・フセイノフ
  - （男子60kg級）
- オルハン・サファロフ
  - （男子66kg級）
- ルスタム・オルジョフ
  - （男子73kg級）
- ムラド・ファティエフ
  - （男子81kg級）
- ママダリ・メディエフ
  - （男子90kg級）
- ゼリム・コツォイエフ
  - （男子100kg級）
- ウサンジ・コカウリ
  - （男子100kg超級）
- アイシャ・グルバンリ
  - （女子48kg級）
- イリーナ・キンゼルスカ
  - （女子78kg超級）

### 空手
以下の選手が出場資格を獲得している。
- フィルドフシ・ファルザリエフ
  - （男子67kg級）
- ラファエル・アガエフ
  - （男子75kg級）
- イリーナ・ザレツカ
  - （女子61kg超級）

### 射撃
以下の選手が出場資格を獲得している。
- ルスラン・ルネフ
  - （男子25mラピッドファイアピストル）
- エミン・ジャファロフ
  - （男子スキート）

### 競泳
以下の選手が出場資格を獲得している。
- マクシム・シェンベレフ
  - （男子400m個人メドレー）
- マリアム・カンハン
  - （女子100mバタフライ）

### テコンドー
以下の選手が出場資格を獲得している。
- ミラド・ベイギ
  - （男子80kg級）
- ファリダ・アジソワ
  - （女子67kg級）

### トライアスロン
以下の選手が出場資格を獲得している。
- ロスチスラフ・ペフツォフ
  - （男子）

### レスリング
以下の選手が出場資格を獲得している。
- ハジ・アリエフ
  - （男子フリースタイル65kg級）
- トゥラン・バイラモフ
  - （男子フリースタイル74kg級）
- シャリフ・シャリホフ
  - （男子フリースタイル97kg級）
- ラフィグ・フセイノフ
  - （男子グレコローマンスタイル77kg級）
- イスラム・アッバソフ
  - （男子グレコローマンスタイル87kg級）
- マリヤ・スタドニク
  - （女子フリースタイル50kg級）
- エリス・マノロワ
  - （女子フリースタイル68kg級）